# 世界をマンガでハッピーに!〜セカハピ〜
『世界をマンガでハッピーに!～セカハピ～』（せかいをマンガでハッピーに セカハピ）は、フジテレビオンデマンド (FOD) で2016年10月に配信開始した『マンガは世界を救う!』が、リニューアルした番組。また、フジテレビでも何度か放送されている。

## 概要
MCの有野晋哉（よゐこ）と神田沙也加がゲストや一般の方から自分にとって大切なマンガを教えてもらい、皆で共有してみよう!という番組。皆がHAPPYになると信じて、ゲストと一緒にマンガランキングを作成する。
ゲストは主に声優が出演しており、稀に漫画家やタレントも出演する。
2021年12月18日に番組MCの1人である神田沙也加が死去したが、今後も番組は継続される予定。

## ゲスト

### マンガは世界を救う!
1. 2016年10月14日：島﨑信長
2. 2016年11月11日：桜田通
3. 2016年12月9日：マンガを読んで幸せになろうSP
4. 2017年1月13日： 諏訪部順一（有野欠席）
5. 2017年2月10日：江口拓也（有野欠席）
6. 2017年3月10日：中島美嘉
7. 2017年4月14日：代永翼
8. 2017年6月23日：森川智之
9. 2017年7月28日：内田理央

### 世界をマンガでハッピーに!～セカハピ～
1. 2017年9月30日：谷山紀章
2. 2017年10月29日：池田美優
3. 2017年12月3日：下野紘
4. 2018年1月7日：南明奈
5. 2018年4月1日：小宮有紗
6. 2018年4月29日：諏訪ななか
7. 2018年7月1日：佐倉綾音
8. 2018年8月5日：寺島拓篤
9. 2018年9月30日：鈴村健一
10. 2018年10月21日：森久保祥太郎
11. 2018年12月2日：堀江瞬
12. 2019年1月6日：徳井青空
13. 2019年2月10日：逢田梨香子
14. 2019年3月10日：竹財輝之助
15. 2019年4月7日：羽多野渉
16. 2019年5月12日：三瓶由布子
17. 2019年6月16日：竹達彩奈
18. 2019年6月28日：速水奨
19. 2019年8月11日：小西克幸
20. 2019年9月15日：緒方恵美
21. 2019年10月13日：高槻かなこ
22. 2019年11月10日：仲村宗悟
23. 2020年2月16日：ファイルーズあい
24. 2020年3月15日：久住昌之
25. 2020年4月13日：NON
26. 2020年5月17日：吉野裕行
27. 2020年8月16日：白井悠介
28. 2020年9月13日：鬼頭明里
29. 2020年10月18日：櫻井孝宏（10月13日にフジテレビで放送されたものの完全版）
30. 2020年11月15日：慎本真
31. 2020年12月13日：大西亜玖璃
32. 2021年1月10日：梶裕貴
33. 2021年2月14日：河西健吾
34. 2021年4月23日：迫稔雄・NON
35. 2021年5月28日：佐倉綾音
36. 2021年6月30日：迫稔雄・NON
37. 2021年7月30日：神尾晋一郎
38. 2021年8月31日：小西克幸
39. 2021年9月24日：伊東健人
40. 2021年10月29日：前田佳織里
41. 2021年11月26日：葉山翔太
42. 2022年2月4日：天﨑滉平[注 1]

- 2020年7月17日：有野晋哉＆神田沙也加の本棚事情

### 地上波放送
全てFODで配信されたセカハピを再編集したもので、フジテレビで放送された（関東ローカル）。
- 2019年6月1日：逢田梨香子・竹財輝之助（総集編）
- 2019年7月17日：竹達彩奈
- 2019年8月18日：小西克幸
- 2020年4月11日：久住昌之
- 2020年8月7日：NON
- 2020年10月13日：櫻井孝宏
- 2021年2月12日：鬼頭明里
- 2021年9月25日：佐倉綾音

## スタッフ
- チーフプロデューサー：野村和生
- プロデューサー：宝来隆信、吉澤さやか
- ディレクター：中村秀和
- 制作：阿南修、永澤亜衣、渡辺枝里、渡邉寿昭、佐々木養輝奈
- 技術：馬場雄二、三瓶由桂
- 編集＆ＭＡ：羅 山
- 音楽：茄子しじみ
- デザイン：中村祥絵、＠tokyorasun

## 関連番組
- ＃ハイ_ポール - 「漫画で世界を救う!」時代、一部回がコーナーとして放送された。